# RK Budućnost Podgorica
Cet article traite de l'équipe de handball masculin. Pour les autres sports, voir Budućnost Podgorica.
Maillots
Le RK Budućnost Podgorica était un club de handball basé à Podgorica au Monténégro.
En 2010, à cause de problème financiers, le club disparaît, si bien qu'aujourd'hui, il n'y a aucun club de handball masculin de haut niveau dans la capitale du Monténégro.

## Palmarès
Compétitions nationales
- Championnat du Monténégro (2) : 2009, 2010

## Personnalités liées au club
- Alen Muratović
- Igor Marković
- / Žarko Marković, joueur de 2009 à 2010
- / Nenad Peruničić, joueur de 2008 à 2009